# Anton Perne
Anton Perne, slovenski pravnik, poveljnik vaške straže, * 18. januar 1914, Povlje, † 20. september 1943, Velike Lašče.
Leta 1939 je diplomiral na Pravni fakulteti v Ljubljani. V času študija je bil član katoliškega akademskega kluba Straža. Za poveljnika vseh dobrepoljskih vaških straž na Dolenjskem je belogardistično vodstvo v Ljubljani 15. septembra 1942 imenovalo Antona Perneta. Ta je s kaplanom Ivanom Lavrihom vodil dobrepoljsko belo vojsko. Ker pa je v začetku leta 1943 zaradi razvoja dogodkov na bojiščih po svetu belogardistom govoril o neizbežnem propadu Kraljevine Italije in prihodu zaveznikov v Slovenijo, so ga italijanski okupatorji po ovadbi belogardistov Pavla Cvetka in Alojza Zupančiča odstranil s položaja ter za poveljnika imenovali zvestejšega Staneta Goloba, člana Slovenske legije. Ker je položaj za belogardiste v Beli krajini postajal vse težji, Stanislav Golob pa ni bil kos novonastalemu položaju je kaplan Lavrih 10. septembra 1943 na njegovo mesto ponovno imenoval poročnika Antona Perneta. Perne je nato posadke iz Žvirč, Ambrusa in Krke skoncentriral v Dobrepolju  in jih  popeljal na Grad Turjak na katerem se je okoli poveljnika Fedinanda Žlendra zbralo okoli 700 belogardistov. Po hudih bojih z borci Prešernove brigade se je 19. septembra okoli 500 belogardistov vdalo partizanom. Med ujetimi je bil tudi Anton Perne, ki je bil z drugimi odpeljan v Velike Lašče in tam ustreljen.